# Lễ Bảy Phước Lành

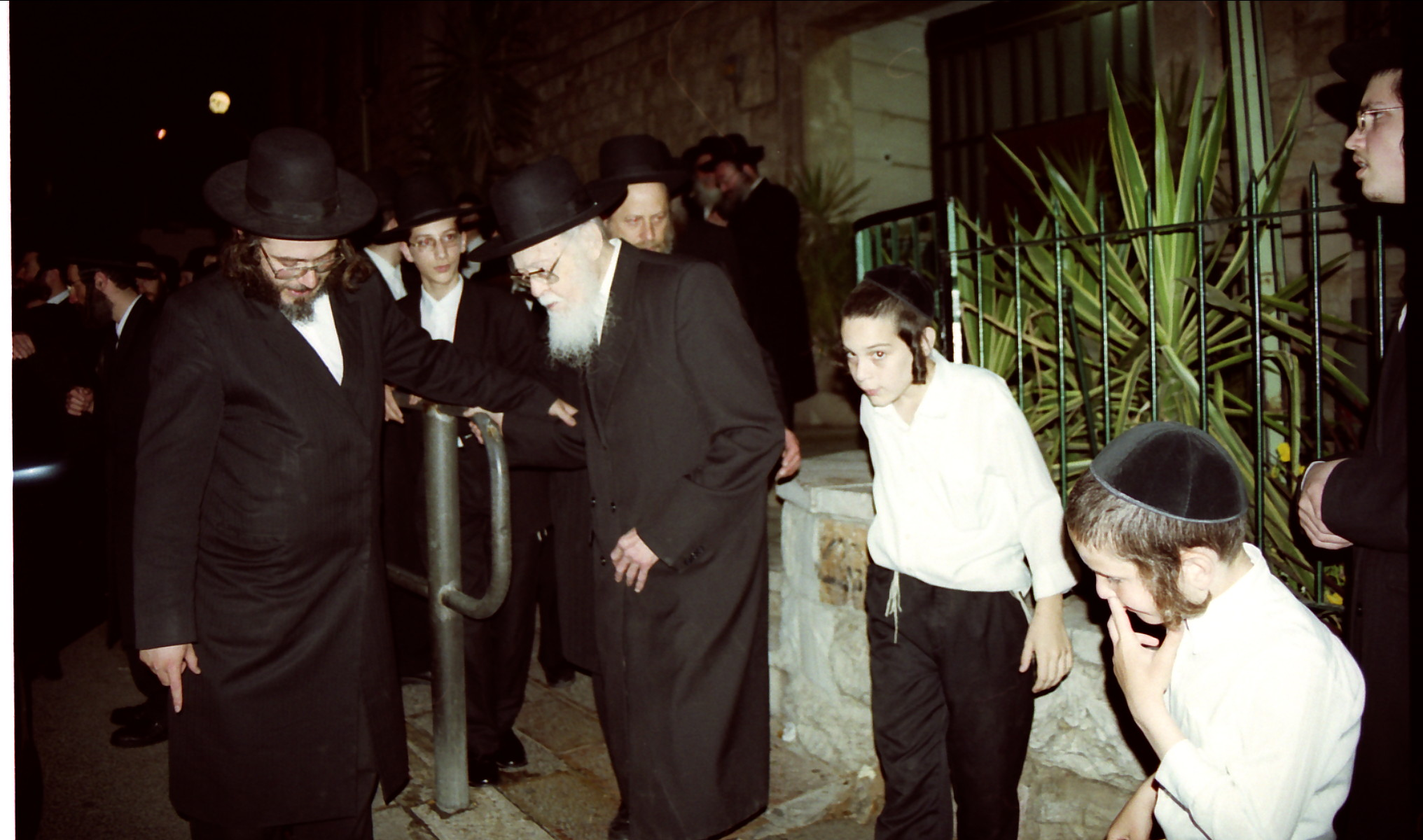
Rabbi Elyashiv đi về sau khi kết thúc lễ bảy phước lành của cháu gái

Lễ Bảy Phước Lành(tiếng Hebrew: שבע ברכות) còn được gọi là lễ chúc lành cho đám cưới(tiếng Hebrew: ברכות נישואין) trong luật pháp Do Thái là những bài đọc kinh cho cô dâu và chú rể. Hôn nhân Do Thái có hai phần là hôn ước và lễ cưới, theo lịch sử thì ít nhất là một tháng cho khoảng cách giữa hôn ước và lễ cưới. Trong hôn nhân hiện đại thì cả hai hôn ước và lễ cưới kết hợp lại thành một nghi lễ.

## Ăn uống tiệc tùng
Những bài đọc kinh chúc lành thường được xướng ca bởi đội ngũ hát hò ở nhà thờ synagogue, hoặc là trưởng lão Rabbi Do Thái, hay các khách mời đặc biệt.
Chiếc cúp chứa rượu vang là một phần không thể thiếu trong bữa tiệc này. Tùy theo phong tục địa phương, thường thì những người đọc kinh chúc phúc sẽ uống rượu vang, rồi đưa chiếc cúp cho những người chúc phúc khác, cô dâu và chú rể cũng uống rượu vang sau mỗi bài đọc chúc lành hoặc sau khi kết thúc bảy bài đọc chúc phúc.

## Bảy bài đọc kinh chúc lành
1. בָּרוּךְ אַתָּה יְ-יָ אֱלֹהֵ-ינוּ מֶלֶךְ הָעוֹלָם, בּוֹרֵא פְּרִי הַגָּפֶן.
Phúc lành cho con, Chúa là Thiên Chúa của chúng ta, Vua của vũ trụ, Ngài đã tạo ra những trái nho.
2. בָּרוּךְ אַתָּה יְ-יָ אֱלֹהֵ-ינוּ מֶלֶךְ הָעוֹלָם, שֶׁהַכֹּל בָּרָא לִכְבוֹדוֹ.
Phúc lành cho con, Chúa là Thiên Chúa của chúng ta, Vua của vũ trụ, Ngài đã tạo ra tất cả mọi thứ cho sự vinh hiển của Ngài.
3. בָּרוּךְ אַתָּה יְ-יָ אֱלֹהֵ-ינוּ מֶלֶךְ הָעוֹלָם, יוֹצֵר הָאָדָם.
Phúc lành cho con, Chúa là Thiên Chúa của chúng ta, Vua của vũ trụ, Ngài đã tạo ra con người.
4. בָּרוּךְ אַתָּה יְ-יָ אֱלֹהֵ-ינוּ מֶלֶךְ הָעוֹלָם, אֲשֶׁר יָצַר אֶת הָאָדָם בְּצַלְמוֹ, בְּצֶלֶם דְּמוּת תַּבְנִיתוֹ, וְהִתְקִין לוֹ מִמֶּנּוּ בִּנְיַן עֲדֵי עַד: בָּרוּךְ אַתָּה יְ-יָ, יוֹצֵר הָאָדָם.
Phúc lành cho con, Chúa là Thiên Chúa của chúng ta, Vua của vũ trụ, Ngài đã tạo ra con người theo hình ảnh của Ngài, theo hình ảnh giống hình thức của ngài, và chuẩn bị cho anh ta từ chính bản thân mình một lâu đài đời đời. Phúc lành cho con, Thiên Chúa, Đấng Tạo Hóa của nhân loại.
5. שׂוֹשׂ תָּשִׂישׂ וְתָגֵל הָעֲקָרָה, בְּקִבּוּץ בָּנֶיהָ לְתוֹכָהּ בְּשִׂמְחָה: בָּרוּךְ אַתָּה יְ-יָ, מְשַׂמֵּחַ צִיּוֹן בְּבָנֶיהָ.
Gánh nặng Jerusalem vui mừng và hạnh phúc và đem lúa của người dân để giữa lòng trong niềm vui. Phúc lành cho con, Thiên Chúa, Ngài làm vui Zion với đứa con của mình.
6. שַׂמַּח תְּשַׂמַּח רֵעִים הָאֲהוּבִים, כְּשַׂמֵּחֲךָ יְצִירְךָ בְּגַן עֵֽדֶן מִקֶּֽדֶם: בָּרוּךְ אַתָּה יְ-יָ, מְשַׂמֵּֽחַ חָתָן וְכַלָּה.
Mang đến niềm vui cho những người bạn yêu thương, như bạn vui mừng khi bạn được tạo ra trong Vườn Địa Đàng Eden cổ xưa. Phúc lành cho con, Thiên Chúa, người làm vui, chú rể và cô dâu.
7. בָּרוּךְ אַתָּה יְ-יָ אֱלֹהֵ-ינוּ מֶלֶךְ הָעוֹלָם, אֲשֶׁר בָּרָא שָׂשׂוֹן וְשִׂמְחָה, חָתָן וְכַלָּה, גִּילָה רִנָּה דִּיצָה וְחֶדְוָה, אַהֲבָה וְאַחֲוָה שָׁלוֹם וְרֵעוּת, מְהֵרָה יְ-יָ אֱלֹהֵ-ינוּ יִשָּׁמַע בְּעָרֵי יְהוּדָה וּבְחוּצוֹת יְרוּשָׁלָיִם, קוֹל שָׂשׂוֹן וְקוֹל שִׂמְחָה, קוֹל חָתָן וְקוֹל כַּלָּה, קוֹל מִצְהֲלוֹת חֲתָנִים מֵחֻפָּתָם, וּנְעָרִים מִמִּשְׁתֵּה נְגִינָתָם: בָּרוּךְ אַתָּה יְ-יָ, מְשַׂמֵּחַ חָתָן עִם הַכַּלָּה.

Phúc lành cho con, Chúa là Thiên Chúa của chúng ta, Vua của vũ trụ, người đã tạo ra niềm vui và hạnh phúc, chú rể và cô dâu, sự vui mừng, hân hoan, vui sướng, tình yêu, tình bạn, sự hài hòa và thân hữu. Chúa là Thiên Chúa của chúng tôi, hãy để đó nhanh chóng được nghe trong các thành phố của xứ Giu-đa và trong các đường phố của Jerusalem âm thanh của niềm vui và những âm thanh của hạnh phúc, những âm thanh của chú rể và những âm thanh của cô dâu, những âm thanh của sự mừng vui của chú rể từ dưới mái hiên của họ, và thanh niên từ các bữa tiệc vui vẻ của họ. Phúc lành cho con, Thiên Chúa, Ngài làm chú rể và cô dâu hạnh phúc.